# زولا ديفيس
زولا ديفيس (بالإنجليزية: Zola Davis)‏ هو لاعب كرة قدم أمريكية أمريكي، ولد في 16 يناير 1975 في تشارلستون في الولايات المتحدة.

## وصلات خارجية
- زولا ديفيس على موقع مرجع كرة القدم المحترفة.كوم (الإنجليزية)
- زولا ديفيس على موقع JustSportsStats.com (الإنجليزية)
- زولا ديفيس على موقع كلية كرة القدم في سبورتس رفرنس.كوم (الإنجليزية)